# Kimberley Zimmermann
Kimberley Zimmermann (* 9. November 1995 in Wemmel) ist eine belgische Tennisspielerin.

## Karriere
Zimmermann begann mit sechs Jahren das Tennisspielen und ihr bevorzugter Belag ist der Hartplatz. Sie spielt größtenteils auf dem ITF Women’s Circuit, auf dem sie bisher 18 Turniersiege im Doppel und zwei im Einzel erringen konnte.
Ihr erstes Turnier als Tennisprofi spielte Zimmermann im Juli 2010 in Brüssel, im August 2011 erreichte sie ihr erstes Viertelfinale bei einem $10.000-Turnier in Westende. Danach war sie zum ersten Mal in der Weltrangliste platziert. Im Juli 2012 erreichte sie das Achtelfinale bei einem $25.000-Turnier in Rebecq. Im Mai 2014 konnte sie das Halbfinale im Einzel beim Turnier im türkischen Tarsus erreichen, wo sie Melis Sezer mit 6:76 und 1:6 unterlag, aber mit Anita Husarić ihren ersten Titel im Doppel gewann. 2015 erreichte sie das Viertelfinale von Horb und das Achtelfinale beim Turnier von Westende, womit sie erstmals unter den Top 800 der Weltrangliste im Einzel rangierte. Im Doppel konnte sie im gleichen Jahr weitere drei Doppeltitel gewinnen.
2016 erzielte Zimmermann ihre bislang besten Ergebnisse im Einzel, als sie beim Turnier in Velenje und dem ITF Future Nord jeweils das Halbfinale und ihr beim Turnier in Brüssel erstes Finale erreichte, das sie mit 2:6 und 3:6 gegen die Australierin Ellen Perez verlor.

## Turniersiege

### Einzel
| Nr. | Datum           | Turnier          | Kategorie   | Belag | Finalgegnerin   | Ergebnis      |
| --- | --------------- | ---------------- | ----------- | ----- | --------------- | ------------- |
| 1.  | 28. August 2016 | Wanfercée-Baulet | ITF $10.000 | Sand  | Hélène Scholsen | 6:2, 6:2      |
| 2.  | 27. Mai 2018    | Caserta          | ITF $25.000 | Sand  | Stefania Rubini | 1:6, 7:5, 6:1 |

### Doppel
| Nr. | Datum              | Turnier                    | Kategorie      | Belag             | Partnerin            | Finalgegnerinnen                        | Ergebnis          |
| --- | ------------------ | -------------------------- | -------------- | ----------------- | -------------------- | --------------------------------------- | ----------------- |
| 1.  | 26. Mai 2014       | Tarsus                     | ITF $10.000    | Sand              | Anita Husarić        | Anastassija Piwowarowa Melis Sezer      | 6:4, 6:2          |
| 2.  | 16. Februar 2015   | Antalya                    | ITF $10.000    | Sand              | Anita Husarić        | Başak Eraydın Verena Meliss             | 6:0, 6:3          |
| 3.  | 30. März 2015      | Santa Margherita di Pula   | ITF $10.000    | Sand              | Claudia Giovine      | Irina Bara Lilla Barzo                  | 7:64, 6:3         |
| 4.  | 14. September 2015 | Santa Margherita di Pula   | ITF $10.000    | Sand              | Nina Stadler         | Alice Balducci Camilla Scala            | 6:0, 6:1          |
| 5.  | 1. Februar 2016    | Glasgow                    | ITF $10.000    | Hartplatz (Halle) | Nina Stadler         | Fatma Al-Nabhani Anna Zaja              | 6:2, 7:67         |
| 6.  | 24. März 2017      | Le Havre                   | ITF $15.000    | Sand (Halle)      | Elyne Boeykens       | Fatma Al-Nabhani Daiana Negreanu        | 7:65, 6:3         |
| 7.  | 19. Mai 2017       | Båstad                     | ITF $25.000    | Sand              | An-Sophie Mestach    | Ilona Kremen Cornelia Lister            | 4:6, 6:2, [10:5]  |
| 8.  | 30. Juni 2017      | Périgueux                  | ITF $25.000    | Sand              | Camilla Rosatello    | Manon Arcangioli Shérazad Reix          | 6:4, 6:3          |
| 9.  | 20. Juli 2019      | Biarritz                   | ITF W80        | Sand              | Manon Arcangioli     | Victoria Rodríguez Ioana Loredana Roșca | 2:6, 6:3, [10:6]  |
| 10. | 10. August 2019    | Koksijde                   | ITF W25        | Sand              | Lara Salden          | Suzan Lamens Anna Pribylowa             | 6:1, 6:73, [11:9] |
| 11. | 9. November 2019   | Malibu                     | ITF W25        | Hartplatz         | Dalma Gálfi          | Lorraine Guillermo Ania Hertel          | 7:65, 6:3         |
| 12. | 18. Januar 2020    | Daytona Beach              | ITF W25        | Sand              | Dalma Gálfi          | Paula Ormaechea Prarthana Thombare      | 7:64, 6:2         |
| 13. | 22. Februar 2020   | Glasgow                    | ITF W25        | Hartplatz         | Myrtille Georges     | Lara Salden Clara Tauson                | 7:62, 7:65        |
| 14. | 6. November 2020   | St. Ulrich in Gröden       | ITF W15        | Hartplatz (Halle) | Suzan Lamens         | Federica Di Sarra Anastasia Kulikova    | 3:6, 6:4, [11:9]  |
| 15. | 21. November 2020  | Las Palmas de Gran Canaria | ITF W25        | Sand              | Lara Salden          | Suzan Lamens Eva Vedder                 | 6:1, 6:3          |
| 16. | 13. Februar 2021   | Grenoble                   | ITF W25        | Hartplatz (Halle) | Ioana Loredana Roșca | Arianne Hartono Yuriko Miyazaki         | 6:1, 7:5          |
| 17. | 8. Mai 2021        | Prag                       | ITF W25        | Sand              | Anna Bondár          | Xenia Knoll Elena-Gabriela Ruse         | 7:65, 6:2         |
| 18. | 25. Juli 2021      | Palermo                    | WTA 250        | Sand              | Erin Routliffe       | Natela Dsalamidse Kamilla Rachimowa     | 7:65, 4:6, [10:4] |
| 19. | 9. April 2022      | Oeiras                     | ITF W80        | Sand              | Katarzyna Piter      | Katharina Gerlach Natalija Stevanović   | 6:1, 6:1          |
| 20. | 24. Juli 2022      | Palermo                    | WTA 250        | Sand              | Anna Bondár          | Amina Anschba Panna Udvardy             | 6:3, 6:2          |
| 21. | 24. September 2022 | Budapest                   | WTA Challenger | Sand              | Anna Bondár          | Jesika Malečková Renata Voráčová        | 6:3, 2:6, [10:5]  |
| 22. | 23. Juli 2023      | Palermo                    | WTA 250        | Sand              | Jana Sisikowa        | Angelica Moratelli Camilla Rosatello    | 6:2, 6:4          |
| 23. | 10. August 2024    | Hamburg                    | WTA Challenger | Sand              | Anna Bondár          | Arantxa Rus Nina Stojanović             | 5:7, 6:3, [11:9]  |

## Abschneiden bei Grand-Slam-Turnieren

### Doppel
| Turnier         | 2022 | 2023 | 2024 | 2025 | Karriere |
| --------------- | ---- | ---- | ---- | ---- | -------- |
| Australian Open | 1    | 2    | 1    | 1    | 2        |
| French Open     | VF   | 2    | 1    |      | VF       |
| Wimbledon       | 1    | 2    | 1    |      | 2        |
| US Open         | 1    | 1    | —    |      | 1        |

Zeichenerklärung: S = Turniersieg; F, HF, VF, AF = Einzug ins Finale / Halbfinale / Viertelfinale / Achtelfinale; 1, 2, 3 = Ausscheiden in der 1. / 2. / 3. Hauptrunde; Q1, Q2, Q3 = Ausscheiden in der 1. / 2. / 3. Qualifikationsrunde; nicht ausgetragen